# Bojongsari (Kembaran)
Bojongsari is een bestuurslaag in het regentschap Banyumas van de provincie Midden-Java, Indonesië. Bojongsari telt 6434 inwoners (volkstelling 2010).